# Kananga (Leyte)
Kananga is een gemeente in de Filipijnse provincie Leyte op het eiland Leyte. Bij de laatste census in 2007 had de gemeente ruim 46 duizend inwoners.

## Geografie

### Bestuurlijke indeling
Kananga is onderverdeeld in de volgende 23 barangays:
| - Aguiting - Cacao - Hiluctogan - Kawayan - Libertad - Libongao - Lim-ao - Lonoy - Mahawan - Masarayao - Monte Alegre - Monte Bello | - Naghalin - Natubgan - Poblacion - Rizal - San Ignacio - San Isidro - Santo Domingo - Santo Niño - Tagaytay - Tongonan - Tugbong |

## Demografie
Kananga had bij de census van 2007 een inwoneraantal van 46.373 mensen. Dit zijn 3.507 mensen (8,2%) meer dan bij de vorige census van 2000. De gemiddelde jaarlijkse groei komt daarmee uit op 1,09%, hetgeen lager is dan het landelijk jaarlijks gemiddelde over deze periode (2,04%). Vergeleken met de census van 1995 is het aantal mensen met 6.578 (16,5%) toegenomen.

De bevolkingsdichtheid van Kananga was ten tijde van de laatste census, met 46.373 inwoners op 144,2 km², 321,6 mensen per km².